# اتحادیه کمونیست‌های کرواسی
حزب کمونیست کرواسی، سازمان کرواسی حزب کمونیست‌ یوگسلاوی بود. این سازمان از ۱۹۵۲ به این‌سو به نام اتحادیه کمونیست‌های کرواسی (به زبان کرواسی: Komunistička Partija Hrvatske, KPH) شناخته می‌شد.